# 細川宣紀
細川 宣紀（ほそかわ のぶのり）は、江戸時代中期の大名。肥後国熊本藩4代藩主。熊本藩細川家5代。官位は従四位下・侍従、越中守。

## 治世
熊本新田藩主・細川利重の次男として誕生。幼名は竹之助、のち初名の利武（としたけ）を名乗る。元禄10年（1697年）、宗家熊本藩から5000石を分与されるが、熊本藩第3代藩主であった伯父（利重の実兄）の細川綱利の嫡子だった吉利が早世したため、綱利の甥である利武がその養嗣子に迎えられた。正徳2年（1712年）に綱利から家督を譲られて熊本藩藩主となり、まもなく6代将軍・徳川家宣より偏諱を授かって宣紀と改名する（隠居した綱利は2年後に死去する）。
治世の大半で、熊本藩には旱魃や飢饉、虫害、イナゴの大発生、洪水、疫病、台風と天災が立て続きに起こり、綱利時代の浪費財政も影響して、その治世は多難を極めた。
特に享保7年（1722年）からは連年のように天災が起こり、イナゴが大発生した享保17年（1732年）には、凶作で餓死者が6000人近くも出たと言われている。しかも同年、熊本藩は幕命によって利根川普請で15万両の支出負担を担い、藩財政は破綻寸前となった。
このように天災が起こり、熊本藩が混乱する中での享保17年（1732年）、57歳で死去した。跡を四男・宗孝が継いだ。墓所は京都府京都市の大徳寺高桐院。

## 系譜
- 父：細川利重（1647年 - 1687年） - 熊本新田藩初代藩主。
- 母：葉山氏
- 異母兄： 細川利昌 - 熊本新田藩第2代藩主。
- 養父：細川綱利（1643年 - 1714年） - 熊本藩第3代藩主。利重の実兄（宣紀の伯父）にあたる。
- 養兄・従兄：細川吉利 - 綱利の嫡男。藩主を継ぐことなく早世。
- 細川宣紀（利武）
- 側室： 與幾 - 小田野氏
  - 長男： 竹之助 - 3歳で夭折。
  - 次女： 亀姫 - 6歳で夭折。
  - 三女： 名世姫 - 5歳で夭折。
  - 三男： 万次郎 - 1歳で夭折。
- 側室： 際、映心院 - 鳥井氏
  - 長女： 蔵姫 - 6歳で夭折。
  - 次男： 八三郎 - 6歳で夭折。
  - 五女： 富姫（1716年 - 1718年）
  - 四男： 細川宗孝（1716年 - 1747年） - 初名：長岡紀逵/紀達、熊本藩第5代藩主。
  - 八女： 喜和姫（1720年 - 1754年、禰々姫、香厳院、宗義如正室）
  - 九女： 千代姫（1722年 - ?、三千姫、照姫、安藤信尹正室）
  - 八男： 龍五郎 - 家老・木村豊持の養子となるが、3歳で夭折（代わりに利昌の子・豊幸が豊持の養子に迎えられた）。
- 側室： ?（不明）
  - 四女： 村姫（1714年 - 1716年） - 夭折。
- 側室： 民 - 安野氏
  - 六女： 勝姫 - 3歳で夭折。
  - 七女： 花姫（1720年 - 1778年、八代姫、清操院、讃岐高松藩主松平頼恭正室）
  - 十一女： 衛世姫（悦姫、寿鏡院、家老（米田氏）・長岡是福（是容の曽祖父）室）
  - 十三女： 津與姫（小笠原長軌室、長軌は家老小笠原家の第6代当主で小笠原秀清（少斎）の子孫にあたる）
  - 七男： 長岡興彭（おきちか、幼名：長七郎、初名：長岡紀近（のりちか）） - 家老（細川（長岡）刑部家）・長岡興行の養子。
- 側室： 利加 - 岩瀬氏
  - 五男： 細川重賢（1721年 - 1785年） - 初名：長岡紀雄、熊本藩第6代藩主。
  - 十女： 豊姫（1723年 - 1746年、常姫、岑姫、織田信旧（信舊）正室）
  - 十二女： 幾姫（1725年 - 1794年、以久姫、成姫、軌姫、清源院、宇土細川興里正室）
- 側室： 佐衛 - 友成氏
  - 六男： 長岡紀休（のりよし、幼名：伊三郎、初名：長岡紀豊（のりとよ））

上記の通り、宣紀には多くの子女がいたが、その大半（主に初めの方に生まれた子）は早世している。